# Ozarba domina
Ozarba domina là một loài bướm đêm trong họ Noctuidae.